# Louis Beyer
Louis Jordan Beyer (Kempen, 19 maggio 2000) è un calciatore tedesco, difensore del Burnley.

## Caratteristiche tecniche
Difensore molto forte fisicamente, il suo ruolo naturale è quello di terzino destro, ma può essere impiegato anche al centro della difesa. È stato paragonato a Benedikt Höwedes.

## Carriera

### Club
Cresciuto nel settore giovanile del Fortuna Düsseldorf, nel 2015 è stato acquistato dal Borussia M'gladbach.
Ha esordito in prima squadra il 19 agosto 2018 disputando il match di DFB-Pokal vinto 11-1 contro l'Hastedt. Pochi giorni più tardi esordisce anche in Bundesliga in occasione del match vinto 2-0 contro il Bayer Leverkusen.
Nel dicembre del 2021, Beyer ha rinnovato il proprio contratto con il Borussia fino al 2026.
Burnley
Nel corso della stagione 2022/2023 passa in prestito al Burnley.  Il 1° luglio 2023 viene acquistato dalla squadra inglese per 15 milioni di euro.

### Nazionale
Ha giocato nelle nazionali giovanili tedesche Under-16, Under-17, Under-18, Under-19 ed Under-21.

## Statistiche

### Presenze e reti nei club
Statistiche aggiornate al 1º luglio 2024.
| Stagione                      | Squadra                       | Campionato                    | Campionato | Campionato | Coppe nazionali | Coppe nazionali | Coppe nazionali | Coppe continentali | Coppe continentali | Coppe continentali | Altre coppe | Altre coppe | Altre coppe | Totale | Totale | Totale |
| Stagione                      | Squadra                       | Comp                          | Pres       | Reti       | Comp            | Pres            | Reti            | Comp               | Pres               | Reti               | Comp        | Pres        | Reti        | Pres   | Reti   |        |
| ----------------------------- | ----------------------------- | ----------------------------- | ---------- | ---------- | --------------- | --------------- | --------------- | ------------------ | ------------------ | ------------------ | ----------- | ----------- | ----------- | ------ | ------ | ------ |
| 2018-2019                     | Borussia M'gladbach II        | RL                            | 4          | 0          | -               | -               | -               | -                  | -                  | -                  | -           | -           | -           | 4      | 0      |        |
| 2019-gen. 2020                | Borussia M'gladbach II        | RL                            | 3          | 0          | -               | -               | -               | -                  | -                  | -                  | -           | -           | -           | 3      | 0      |        |
| 2018-2019                     | Borussia M'gladbach           | BL                            | 9          | 0          | CG              | 1               | 0               | -                  | -                  | -                  | -           | -           | -           | 10     | 0      |        |
| 2019-gen. 2020                | Borussia M'gladbach           | BL                            | 3          | 0          | CG              | 1               | 0               | UEL                | 0                  | 0                  | -           | -           | -           | 4      | 0      |        |
| gen.-giu. 2020                | Amburgo                       | 2.BL                          | 11         | 0          | CG              | -               | -               | -                  | -                  | -                  | -           | -           | -           | 11     | 0      |        |
| 2020-2021                     | Borussia M'gladbach II        | RL                            | 6          | 0          | -               | -               | -               | -                  | -                  | -                  | -           | -           | -           | 6      | 0      |        |
| Totale Borussia M'gladbach II | Totale Borussia M'gladbach II | Totale Borussia M'gladbach II | 13         | 0          |                 | -               | -               |                    | -                  | -                  |             | -           | -           | 13     | 0      |        |
| 2020-2021                     | Borussia M'gladbach           | BL                            | 4          | 0          | CG              | 0               | 0               | UCL                | 0                  | 0                  | -           | -           | -           | 4      | 0      |        |
| 2021-2022                     | Borussia M'gladbach           | BL                            | 17         | 0          | CG              | 1               | 0               | -                  | -                  | -                  | -           | -           | -           | 18     | 0      |        |
| Totale Borussia M'gladbach    | Totale Borussia M'gladbach    | Totale Borussia M'gladbach    | 33         | 0          |                 | 3               | 0               |                    | 0                  | 0                  |             | -           | -           | 36     | 0      |        |
| 2022-2023                     | Burnley                       | FLC                           | 30         | 1          | FACup+CdL       | 4+1             | 0               | -                  | -                  | -                  | -           | -           | -           | 35     | 1      |        |
| 2023-2024                     | Burnley                       | PL                            | 15         | 0          | FACup+CdL       | -               | -               | -                  | -                  | -                  | -           | -           | -           | 15     | 0      |        |
| 2024-2025                     | Burnley                       | FLC                           | -          | -          | FACup+CdL       | -               | -               | -                  | -                  | -                  | -           | -           | -           | -      | -      |        |
| Totale Burnley                | Totale Burnley                | Totale Burnley                | 45         | 1          |                 | 5               | 0               |                    | -                  | -                  |             | -           | -           | 50     | 1      |        |
| Totale carriera               | Totale carriera               | Totale carriera               | 102        | 1          |                 | 8               | 0               |                    | 0                  | 0                  |             | -           | -           | 110    | 1      |        |

## Palmarès

### Club

#### Competizioni nazionali
- Campionato inglese di seconda divisione: 1

Burnley: 2022-2023